# Cycas chevalieri
Cycas chevalieri — вид голонасінних рослин класу саговникоподібні (Cycadopsida).
Етимологія: вшанування французького ботаніка, дослідника й історика Огюста Жана Батиста Шевальє (фр. Auguste Jean Baptiste Chevalier, 1873—1956), колекціонера типу.

## Опис
Стовбури деревовиді або безстебельні, до 1,2 м заввишки, 8–18 см діаметром у вузькому місці; 4–15 листків у кроні. Листки темно-зелені, дуже блискучі, завдовжки 130–240 см. Пилкові шишки веретеновиді, коричневі або кремові, завдовжки 15–25 см, 4–7 см діаметром. Мегаспорофіли 9–13 см завдовжки, коричнево-повстяні. Насіння яйцеподібне, 18–27 мм завдовжки, 15–25 мм завширшки; саркотеста жовта, не вкрита нальотом, товщиною 1–2 мм.

## Поширення, екологія
Країни поширення: В'єтнам. Цей вид локально рясний у високих закритих вічнозелених лісах на піщаних суглинках понад сланцями і гранітами. Цей вид часто росте по берегах річок, де він може утворювати великі, багатоголові кластери.

## Загрози та охорона
Цей вид знаходиться під загрозою через надмірні колекції для торгівлі декоративними рослинами.